# 埃里克·阿克塞爾松
埃里克·阿克塞爾松（約1419年—1481年）是一位丹麥及瑞典政治家，出自斯科訥的托特家族，是阿克塞爾·佩德松（托特）與第二任妻子英格堡·依瓦爾斯多塔的兒子。在卡爾馬聯盟時期曾兩度擔任瑞典國家執政（1457年2月24日－1457年6月23日）及（1466年10月18日－1468年11月12日）。

## 生平
埃里克·阿克塞爾松在埃里克十三世在位時在斯科訥出生，父親是當地的領主、母親是卡爾八世的表姊，所以埃里克·阿克塞爾松早年在當時只是城主及最高統帥的卡爾·克努特松麾下效力。托特家族在當時時常為了保存家族的利益而在丹麥及瑞典兩國之間搖擺不定，父親阿克塞爾·佩德松與第一任妻子所生的四名兄長皆是丹麥貴族，而他們九名同父異母的兄弟及他們的下一代皆被稱為“阿克塞爾松人”（"Axelssöner"），他們在15世紀後期在丹麥及瑞典兩國擔任重要職務，並左右逢源，而埃里克·阿克塞爾松自始至終只忠於瑞典，所以在家族中被稱為“瑞典錨”（"Swedish anchor"） 。
1457年，卡爾八世被廢黜後，埃里克·阿克塞爾松與奧克森謝納家族的小延斯·本格特松共同成為瑞典國家執政。1457年6月23日，克里斯蒂安一世當選為國王，執政任期結束。1465年8月11日當時擔任國家執政的克提·卡爾松逝世，小延斯·本格特松再次成為國家執政，但是因為對執政不滿的派系聯結對付他，並在1466年選出埃里克·阿克塞爾松為攝政，因此小延斯·本格特松被迫退位直至1457年6月23日，克里斯蒂安一世當選為國王才結束統治。
1467年，埃里克·阿克塞爾松獲得了寶劍騎士團的遺產，包括阿爾斯塔城堡。其後作為芬蘭的統治者，他在1470年代開始在邊界薩翁林納建造奧拉維城堡和維堡城牆。埃里克·阿克塞爾松於1481年逝世，死後無嗣，他的同父同母兄弟繼承了他大部份遺產，而剩餘的由他的侄兒及外甥繼承。